# Carl Küchler
Carl Gottlob Friedrich Küchler (* 12. Januar 1869 in Stollberg/Erzgeb.; † 15. Mai 1945 ebenda) war ein deutscher Nordistik-Forscher und Reiseschriftsteller. Sein besonderes Fachgebiet waren Island und die Färöer. 

## Leben
Carl Gottlob Friedrich Küchler absolvierte seine Schulausbildung an der Fürsten- und Landesschule St. Augustin in Grimma. Ein Studium der Germanistik und der skandinavischen Sprachen in Kopenhagen schloss er 1892 mit der Konferenz in deutscher Sprache und Literatur ab. Die Dissertation Die Faustsage und der Goethe’sche Faust erschien in deutscher und dänischer Version.
Danach arbeitete er von 1893 bis 1899 als Reiseredakteur beim Verlag Baedeker in Leipzig und gab unter anderem mehrere Sammlungen mit von ihm übersetzten Novellen skandinavischer Verfasser heraus. Ab 1901 war er Oberlehrer in Varel und Rüstringen. Über seine fünf ausgedehnten Reisen nach Island und auf die Färöer veröffentlichte er vier Reisebücher, die beim Publikum gut ankamen, von einigen Islandkennern aber, beispielsweise der Vereinigung der Islandfreunde, abgelehnt wurden.

## Auszeichnungen und Ehrungen
- Danebrog-Orden
- 1924: Isländischer Falkenorden (Riddarakross)

## Werke
- Nordische Heldensagen aus dem Altisländischen übersetzt und bearbeitet von Carl Küchler, Heinsius, Bremen 1892.
- Die Faustsage und der Göthe’sche Faust. Fock, Leipzig 1893 (Dissertation Kopenhagen, dänische Ausgabe Faustsagnet og Göthes Faust. A. F. Hoest, København 1893).
- Geschichte der Isländischen Dichtung der Neuzeit (1800–1900). Haacke, Leipzig 1896.
- Unter der Mitternachtssonne durch die Vulkan- und Gletscherwelt Islands. Abel u. Müller, Leipzig 1906.
- In Lavawüsten und Zauberwelten auf Island. Schall, Berlin [ca. 1910].
- Wüstenritte und Vulkanbesteigungen auf Island. Altenburg 1909.
- Die Færöer. Studien und Wanderfahrten. G. Müller, München 1913.